# Надпорожжя (Ленінградська область)
Надпорожжя (рос. Надпорожье) — присілок у Лодєйнопольському районі Ленінградської області Російської Федерації.
Населення становить 76 осіб. Належить до муніципального утворення Альоховщинське сільське поселення.

## Історія
Згідно із законом від 20 вересня 2004 року № 63-оз належить до муніципального утворення Альоховщинське сільське поселення.

## Населення
| 1879 | 1885 | 1905 | 1927 | 1961 | 1997 | 2007 |
| ---- | ---- | ---- | ---- | ---- | ---- | ---- |
| 407  | ↗452 | ↘295 | ↗513 | ↘180 | ↘113 | ↘98  |
| 2010 | 2014 | 2015 | 2016 |      |      |      |
| ↘78  | ↗80  | ↘77  | ↘76  |      |      |      |